# Борис-Бёлькёё
Бори́с-Бёлькёё — небольшой остров в Оленёкском заливе моря Лаптевых. Административно относится к территории Якутии.
Остров расположен в центральной части залива, в дельте реки Оленёк. Находится между протоками Кугун-Тёбюлеге на севере и Джангылах-Тёбюлеге на юге. На западе узкой протокой отделяется от соседнего острова Борис-Арыта.
Остров имеет треугольную форму, вытянутую с северо-востока на юго-запад. На северо-востоке окружён отмелями.